# Manganato de bário
Manganato de bário é um composto inorgânico de fórmula química BaMnO4. É utilizado em química orgânica como agente oxidante forte, onde pode ser empregado em uma série de reações de oxidação. 
Preparação
Pode ser preparado diretamente pela reação redox entre o permanganato de potássio e iodeto de potássio em meio alcalino com precipitação induzida por cloreto de bário, de acordo com a equação química a seguir:

### Aplicação
O manganato de bário é utilizado como oxidante seletivo de álcoois primários à aldeídos. A atividade é similar ao dióxido de manganês, porém este não demanda ativação prévia.